# ROH Women's World Championship
ROH Women's World Championship (em português, Campeonato Mundial Feminino da ROH) é um campeonato mundial de luta profissional feminino criado e promovido pela promoção americana de wrestling profissional Ring of Honor (ROH). A atual campeã é Athena, que está em seu primeiro reinado.

## História
Em 1º de janeiro de 2020, o Campeonato Mundial Women of Honor foi desativado quando a última campeã Kelly Klein foi destituída do campeonato depois que a ROH não renovou seu contrato. Um novo torneio para coroar a campeã mundial feminina inaugural da ROH estava marcado para começar em 24 de abril daquele ano no Quest for Gold, no entanto, a ROH adiou todos os eventos futuros devido à pandemia de COVID-19.
Em 26 de março de 2021, no ROH 19th Anniversary Show, a membro do Conselho de Administração da ROH, Maria Kanellis-Bennett, anunciou um torneio para coroar uma nova Campeã Mundial Feminina da ROH. Em 11 de julho, no Best in the World, a chave do torneio e o próprio campeonato foram revelados.
Em 12 de setembro de 2021, Rok-C derrotou Miranda Alize por pinfall no pay-per-view Death Before Dishonor XVIII, o ponto culminante de um torneio de eliminação individual de 15 mulheres para se tornar a detentora inaugural do Campeonato Mundial Feminino da ROH.
Em 27 de outubro de 2021, a Ring of Honor anunciou que entraria em um hiato após o Final Battle em dezembro, com retorno provisoriamente agendado para abril de 2022. Todo o pessoal também seria dispensado de seus contratos como parte dos planos para "reimaginar" o empresa como um "produto focado no fã". Após o Final Battle, vários lutadores da ROH começaram a aparecer em outras promoções e defenderam os títulos. Rok-C defendeu o título contra Deonna Purrazzo do Impact Wrestling durante uma gravação para a televisão. No entanto, Rok-C foi derrotada e perdeu o título para Purrazzo.
No início de 2022, durante o hiato, a então Campeã Mundial Feminina da ROH Purrazzo foi reservada para o Multiverse of Matches na WrestleCon, que aconteceu quando o evento Supercard of Honor XV foi posteriormente agendado para 1º de abril de 2022. Purrazzo não pôde comparecer o último evento. No Supercard of Honor XV, Mercedes Martinez derrotou Willow Nightingale para se tornar a campeã mundial feminina interina da ROH e ganhou a oportunidade de enfrentar o campeã linear Purrazzo em uma partida de unificação posteriormente. No episódio de 4 de maio de 2022 do Dynamite, Martinez derrotou Purrazzo para se tornar a campeã mundial feminina indiscutível da ROH.

### Torneio inaugural do campeonato (2021)
|  | Primeiro round1 2 ROH Wrestling 30 de julho 7 de 14 de agosto ROH Women's Division Wednesday 4 de agosto | Primeiro round1 2 ROH Wrestling 30 de julho 7 de 14 de agosto ROH Women's Division Wednesday 4 de agosto | Primeiro round1 2 ROH Wrestling 30 de julho 7 de 14 de agosto ROH Women's Division Wednesday 4 de agosto |               |                 | Quartas de final ROH Wrestling 21 e 28 de agosto | Quartas de final ROH Wrestling 21 e 28 de agosto | Quartas de final ROH Wrestling 21 e 28 de agosto |  |  | Semifinais ROH Wrestling 4 de setembro | Semifinais ROH Wrestling 4 de setembro | Semifinais ROH Wrestling 4 de setembro |  |  | Final Death Before Dishonor XVIII 12 de setembro | Final Death Before Dishonor XVIII 12 de setembro | Final Death Before Dishonor XVIII 12 de setembro |  |
|  | | | |               |                 |                                                  |                                                  |                                                  |  |  |                                        |                                        |                                        |  |  |                                                  |                                                  |                                                  |  |
|  | 1 | Rok-C | Pin |               |                 |                                                  |                                                  |                                                  |  |  |                                        |                                        |                                        |  |  |                                                  |                                                  |                                                  |  |
|  | 1 | Rok-C | Pin |               |                 |                                                  |                                                  |                                                  |  |  |                                        |                                        |                                        |  |  |                                                  |                                                  |                                                  |  |
|  | 16 | Sumie Sakai                                                                                              | 9:36 |               |                 |                                                  |                                                  |                                                  |  |  |                                        |                                        |                                        |  |  |                                                  |                                                  |                                                  |  |
|  | 16 | Sumie Sakai                                                                                              | 9:36 |               | Rok-C           | Rok-C                                            | Pin                                              |                                                  |  |  |                                        |                                        |                                        |  |  |                                                  |                                                  |                                                  |  |
|  | | | |               | Rok-C           | Rok-C                                            | Pin                                              |                                                  |  |  |                                        |                                        |                                        |  |  |                                                  |                                                  |                                                  |  |
|  | | | Quinn McKay                                                                                              | Quinn McKay   | 10:14           |                                                  |                                                  |                                                  |  |  |                                        |                                        |                                        |  |  |                                                  |                                                  |                                                  |  |
|  | 8 | Mandy Leon                                                                                               | Quinn McKay                                                                                              | Quinn McKay   | 10:14           | 7:12                                             |                                                  |                                                  |  |  |                                        |                                        |                                        |  |  |                                                  |                                                  |                                                  |  |
|  | 8 | Mandy Leon                                                                                               | |               |                 |                                                  |                                                  |                                                  |  |  |                                        |                                        |                                        |  |  |                                                  |                                                  |                                                  |  |
|  | 9 | Quinn McKay3 4 5                                                                                         | Pin |               |                 |                                                  |                                                  |                                                  |  |  |                                        |                                        |                                        |  |  |                                                  |                                                  |                                                  |  |
|  | 9 | Quinn McKay3 4 5                                                                                         | Pin |               | Rok-C           | Rok-C                                            | Sub                                              |                                                  |  |  |                                        |                                        |                                        |  |  |                                                  |                                                  |                                                  |  |
|  | | | |               |                 |                                                  |                                                  |                                                  |  |  |                                        |                                        |                                        |  |  |                                                  |                                                  |                                                  |  |
|  | | | Angelina Love                                                                                            | Angelina Love | 6:44            |                                                  |                                                  |                                                  |  |  |                                        |                                        |                                        |  |  |                                                  |                                                  |                                                  |  |
|  | 5 | Holidead                                                                                                 | Angelina Love                                                                                            | Angelina Love | 6:44            | 9:18                                             |                                                  |                                                  |  |  |                                        |                                        |                                        |  |  |                                                  |                                                  |                                                  |  |
|  | 5 | Holidead                                                                                                 | |               |                 |                                                  |                                                  |                                                  |  |  |                                        |                                        |                                        |  |  |                                                  |                                                  |                                                  |  |
|  | 12 | Max the Impaler                                                                                          | Pin |               |                 |                                                  |                                                  |                                                  |  |  |                                        |                                        |                                        |  |  |                                                  |                                                  |                                                  |  |
|  | 12 | Max the Impaler                                                                                          | Pin |               | Max the Impaler | Max the Impaler                                  | 5:53                                             |                                                  |  |  |                                        |                                        |                                        |  |  |                                                  |                                                  |                                                  |  |
|  | | | |               | Max the Impaler | Max the Impaler                                  | 5:53                                             |                                                  |  |  |                                        |                                        |                                        |  |  |                                                  |                                                  |                                                  |  |
|  | | | Angelina Love                                                                                            | Angelina Love | DQ              |                                                  |                                                  |                                                  |  |  |                                        |                                        |                                        |  |  |                                                  |                                                  |                                                  |  |
|  | 4 | Angelina Love                                                                                            | Angelina Love                                                                                            | Angelina Love | DQ              | Bye                                              |                                                  |                                                  |  |  |                                        |                                        |                                        |  |  |                                                  |                                                  |                                                  |  |
|  | 4 | Angelina Love                                                                                            | |               |                 |                                                  |                                                  |                                                  |  |  |                                        |                                        |                                        |  |  |                                                  |                                                  |                                                  |  |
|  | 13 | –6 | |               |                 |                                                  |                                                  |                                                  |  |  |                                        |                                        |                                        |  |  |                                                  |                                                  |                                                  |  |
|  | 13 | –6 | | Rok-C         | Rok-C           | Pin                                              |                                                  |                                                  |  |  |                                        |                                        |                                        |  |  |                                                  |                                                  |                                                  |  |
|  | | | |               |                 |                                                  |                                                  |                                                  |  |  |                                        |                                        |                                        |  |  |                                                  |                                                  |                                                  |  |
|  | | | Miranda Alize                                                                                            | Miranda Alize | 18:13           |                                                  |                                                  |                                                  |  |  |                                        |                                        |                                        |  |  |                                                  |                                                  |                                                  |  |
|  | 6 | Alex Gracia                                                                                              | Miranda Alize                                                                                            | Miranda Alize | 18:13           | 8:43                                             |                                                  |                                                  |  |  |                                        |                                        |                                        |  |  |                                                  |                                                  |                                                  |  |
|  | 6 | Alex Gracia                                                                                              | |               |                 |                                                  |                                                  |                                                  |  |  |                                        |                                        |                                        |  |  |                                                  |                                                  |                                                  |  |
|  | 11 | Miranda Alize                                                                                            | Pin |               |                 |                                                  |                                                  |                                                  |  |  |                                        |                                        |                                        |  |  |                                                  |                                                  |                                                  |  |
|  | 11 | Miranda Alize                                                                                            | Pin |               | Miranda Alize   | Miranda Alize                                    | Pin                                              |                                                  |  |  |                                        |                                        |                                        |  |  |                                                  |                                                  |                                                  |  |
|  | | | |               | Miranda Alize   | Miranda Alize                                    | Pin                                              |                                                  |  |  |                                        |                                        |                                        |  |  |                                                  |                                                  |                                                  |  |
|  | | | Nicole Savoy                                                                                             | Nicole Savoy  | 13:04           |                                                  |                                                  |                                                  |  |  |                                        |                                        |                                        |  |  |                                                  |                                                  |                                                  |  |
|  | 3 | Mazzerati                                                                                                | Nicole Savoy                                                                                             | Nicole Savoy  | 13:04           | 8:45                                             |                                                  |                                                  |  |  |                                        |                                        |                                        |  |  |                                                  |                                                  |                                                  |  |
|  | 3 | Mazzerati                                                                                                | |               |                 |                                                  |                                                  |                                                  |  |  |                                        |                                        |                                        |  |  |                                                  |                                                  |                                                  |  |
|  | 14 | Nicole Savoy                                                                                             | Pin |               |                 |                                                  |                                                  |                                                  |  |  |                                        |                                        |                                        |  |  |                                                  |                                                  |                                                  |  |
|  | 14 | Nicole Savoy                                                                                             | Pin |               | Miranda Alize   | Miranda Alize                                    | Sub                                              |                                                  |  |  |                                        |                                        |                                        |  |  |                                                  |                                                  |                                                  |  |
|  | | | |               |                 |                                                  |                                                  |                                                  |  |  |                                        |                                        |                                        |  |  |                                                  |                                                  |                                                  |  |
|  | | | Trish Adora                                                                                              | Trish Adora   | 12:16           |                                                  |                                                  |                                                  |  |  |                                        |                                        |                                        |  |  |                                                  |                                                  |                                                  |  |
|  | 7 | Willow Nightingale                                                                                       | Trish Adora                                                                                              | Trish Adora   | 12:16           | 11:30                                            |                                                  |                                                  |  |  |                                        |                                        |                                        |  |  |                                                  |                                                  |                                                  |  |
|  | 7 | Willow Nightingale                                                                                       | |               |                 |                                                  |                                                  |                                                  |  |  |                                        |                                        |                                        |  |  |                                                  |                                                  |                                                  |  |
|  | 10 | Allysin Kay                                                                                              | Sub |               |                 |                                                  |                                                  |                                                  |  |  |                                        |                                        |                                        |  |  |                                                  |                                                  |                                                  |  |
|  | 10 | Allysin Kay                                                                                              | Sub |               | Allysin Kay     | Allysin Kay                                      | 13:30                                            |                                                  |  |  |                                        |                                        |                                        |  |  |                                                  |                                                  |                                                  |  |
|  | | | |               | Allysin Kay     | Allysin Kay                                      | 13:30                                            |                                                  |  |  |                                        |                                        |                                        |  |  |                                                  |                                                  |                                                  |  |
|  | | | Trish Adora                                                                                              | Trish Adora   | Pin             |                                                  |                                                  |                                                  |  |  |                                        |                                        |                                        |  |  |                                                  |                                                  |                                                  |  |
|  | 2 | Marti Belle                                                                                              | Trish Adora                                                                                              | Trish Adora   | Pin             | 7:13                                             |                                                  |                                                  |  |  |                                        |                                        |                                        |  |  |                                                  |                                                  |                                                  |  |
|  | 2 | Marti Belle                                                                                              | |               |                 |                                                  |                                                  |                                                  |  |  |                                        |                                        |                                        |  |  |                                                  |                                                  |                                                  |  |
|  | 15 | Trish Adora                                                                                              | Sub |               |                 |                                                  |                                                  |                                                  |  |  |                                        |                                        |                                        |  |  |                                                  |                                                  |                                                  |  |

1 ↑ As participantes do torneio original incluíam: Ashley Vox, Gia Scott, Heather Monroe, Jenny Rose, Katarina, Kellyanne, Lindsay Snow, Maria Manic, Session Moth Martina e Tasha Steelz.
2 ↑ Brandi Lauren e Laynie Luck foram nomeadas como suplentes.
3 ↑ Spot foi originalmente destinado a Vita VonStarr, mas sua interferência em partidas envolvendo The Righteous a removeu.
4 ↑ Allie Recks estava programada para ocupar o lugar de VonStarr no torneio, mas uma lesão no joelho a impediu de competir.
5 ↑ Chelsea Green estava programada para ocupar o lugar de VonStarr no torneio, mas um pulso quebrado a impediu de competir.
6 ↑ Love derrotou Quinn McKay no episódio "ROH Wrestling" de 8 de maio para ganhar um tchau.

## Reinados

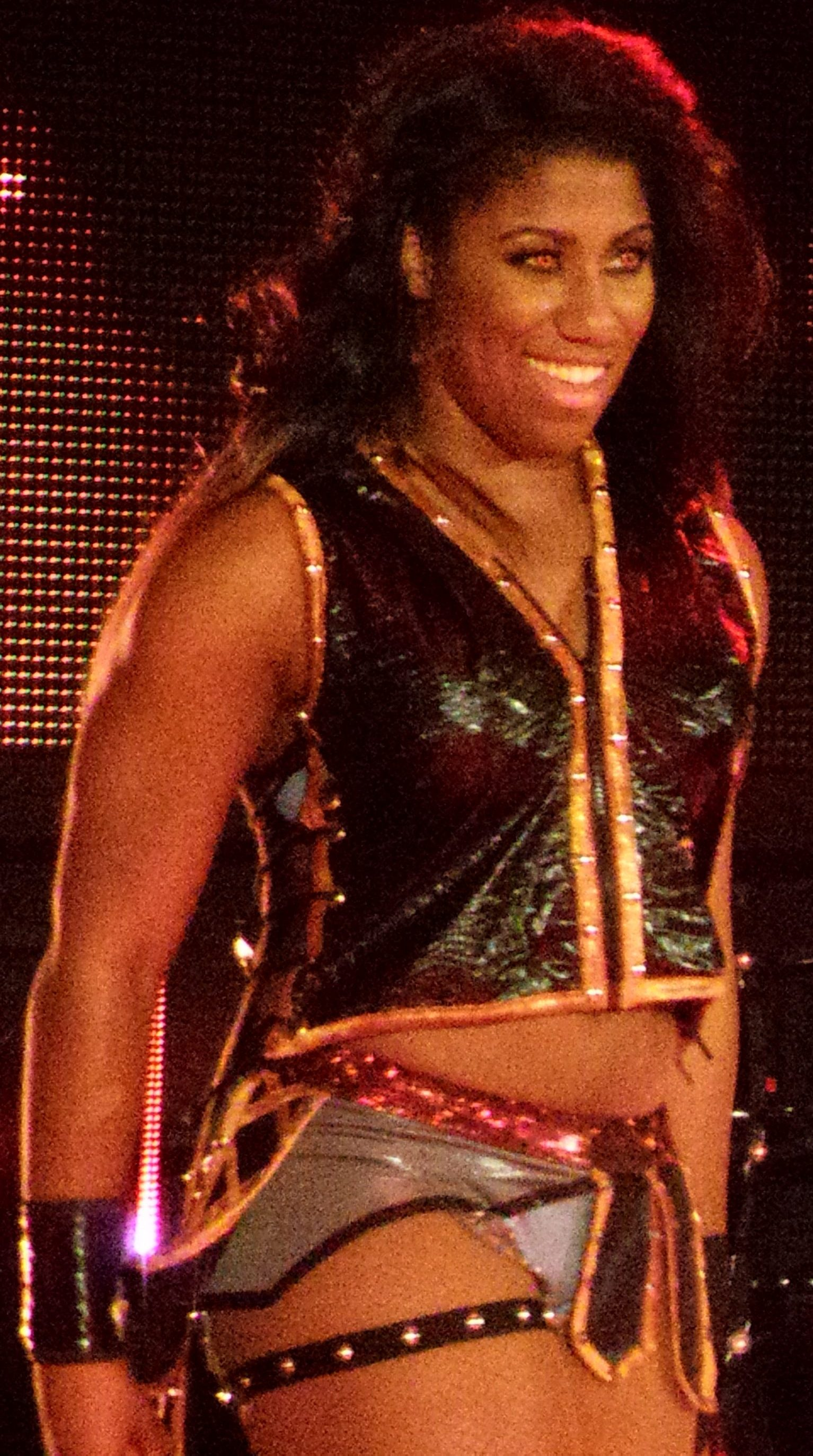
Atual campeã Athena.

Em 13 de dezembro de 2022, houve quatro reinados entre quatro campeãs. Rok-C foi o campeã inaugural. O reinado de Mercedes Martinez é o reinado mais longo com 220 dias, enquanto Deonna Purrazzo tem o reinado mais curto com 115 dias. Rok-C foi o campeã mais jovem com 19 anos, enquanto Mercedes Martinez é a campeã mais velha com 41.
Athena é a atual campeã em seu primeiro reinado. Ela derrotou Mercedes Martinez em 10 de dezembro de 2022 no Final Battle em Arlington, TX.
| No.     | Número geral do reinado                    |
| Reinado | Número de reinado para a campeã específica |
| Dias    | Número de dias retidos                     |
| Defesas | Número de defesas bem-sucedidas            |
| +       | Indica o reinado atual.                    |

| No. | Campeã            | Mudança de Campeonato  | Mudança de Campeonato       | Mudança de Campeonato | Estatísticas do Reinado | Estatísticas do Reinado | Estatísticas do Reinado | Notas | Ref.          |
| No. | Campeã            | Data                   | Evento                      | Localização           | Reinado                 | Dias                    | Defesas                 | Notas | Ref.          |
| --- | ----------------- | ---------------------- | --------------------------- | --------------------- | ----------------------- | ----------------------- | ----------------------- | --- | ------------- |
| 1   | Rok-C             | 12 de setembro de 2021 | Death Before Dishonor XVIII | Filadélfia, PA        | 1                       | 119                     | 8                       | Derrotou Miranda Alize nas finais de um torneio de eliminação única de 15 mulheres para se tornar a campeã inaugural.                                                                                           | [ 23 ]        |
| 2   | Deonna Purrazzo   | 9 de janeiro de 2022   | Impact!                     | Dallas, TX            | 1                       | 115                     | 6                       | Esta foi uma luta Winner Takes All também pelo Campeonato Rainha das Rainhas da AAA de Purrazzo. Foi ao ar em atraso de fita em 13 de janeiro de 2022. Durante este reinado, Tony Khan comprou a Ring of Honor. | [ 9 ] [ 24 ]  |
| —   | Mercedes Martinez | 1º de abril de 2022    | Supercard of Honor XV       | Garland, TX           | —                       | 33                      | 0                       | Deonna Purrazzo não conseguiu defender o título no Supercard of Honor. Martinez derrotou Willow Nightingale para determinar a campeã interina.                                                                  | [ 25 ] [ 26 ] |
| 3   | Mercedes Martinez | 4 de maio de 2022      | Dynamite                    | Baltimore, MD         | 1                       | 220                     | 6                       | Martinez derrotou Purrazzo para se tornar a Campeã Mundial Feminina Indiscutível da ROH. Este foi um evento da All Elite Wrestling.                                                                             | [ 27 ]        |
| 4   | Athena            | 10 de dezembro de 2022 | Final Battle                | Arlington, TX         | 1                       | 833+                    | 0                       | | [ 28 ]        |